# Crimen
Crimen bezeichnete im römischen Recht dasjenige Unrecht, das öffentlich geahndet wurde. Im strengen Sprachgebrauch wurde es vom zivilrechtlichen Unrecht (delictum) unterschieden.

## Bedeutung
Das Wort stammt von gr. krinein, lat. cernere, scheiden, unterscheiden, und bezeichnete ursprünglich den Tatbestand, der einem Richter zur Entscheidung vorgelegt wurde. Im Laufe der Zeit nahm es eine ethische Bedeutung an und bezeichnete auch die Anschuldigung eines Verbrechens beziehungsweise selten auch die Schuld. In nachklassischer Zeit verblasst der Unterschied zwischen delictum und crimen.
Das Rechtswesen im antiken Rom kannte kein kompaktes, durchgehendes Strafrecht. Entsprechende Vorschriften waren über viele Gesetze (leges), z. B. Lex Cornelia de falsis, Lex Cornelia de sicariis et veneficiis, Lex Pompeia de parricidiis und viele andere verstreut.
Man unterschied crimina leviora (geringe Verbrechen), die vom Magistrat abgeurteilt wurden, und crimina atrocia (schwere Verbrechen), die vor Schwurgerichten (iudicia publica) verhandelt wurden. Das Verfahren basierte auf Gesetzen, in denen sowohl die Straftatbestände als auch die Strafen genau bezeichnet waren. Unter Augustus wurde eine entsprechende Verfahrensordnung (lex Iulia iudiciorum) erlassen. In der Kaiserzeit ergänzten Senatsbeschlüsse gelegentlich die gesetzlichen Tatbestände.
Im Verfahren extra ordinem wurden Verbrechen abgeurteilt, die nicht vor das Schwurgericht gebracht werden konnten, darunter etwa Verbrechen, die in Gesetzen nicht angeführt sind, aber aufgrund späterer Androhung strafbewehrt wurden.
Eine wichtige Unterscheidung war diejenige zwischen crimina publica und crimina extraordinaria. Zu den crimina extraordinaria zählten etwa die unberechtigte Aneignung beziehungsweise Ersitzung von Erbschaftssachen (crimen expilatae hereditatis) – vergleiche hierzu auch den Erbschaftsschutz in Rom –, gewaltsamer Mord (crimen inter sicarios), Verfehlung gegen den römischen Glauben (crimen laesae Romanae religionis) sowie Verbrechen gegen das Gemeinwesen (crimen maiestatis imminutae). Die Unterscheidung begann nach Justinian zu verschwimmen.